# あとは寝るだけ (テレビドラマ)
『あとは寝るだけ』（あとはねるだけ）は、テレビ朝日系列で放送されたテレビドラマ。1983年4月14日から7月7日まで全13話が放映された。木曜21時～21時54分。

## 概要
東京下町の質屋「上州屋」を舞台に繰り広げられる、不幸な人々が織り成すシュールなホームコメディ。質屋店主の父・英三郎に反発して家出した洋次が、妻・小雪を連れて家に戻る。借金の形に安月給でこき使われる従業員たち（妾の子、偽中国残留孤児、死刑囚の妻、借金苦で父が自殺した娘）は、「北関東逆境会」を結成し、理不尽な店主に対抗する。
タイトルは「メイッパイ落ちこぼれ」の予定だったが、糸井重里の発案により「あとは寝るだけ」に変更になった。

## スタッフ
- 原案：松原敏春（劇団東京ヴォードヴィルショー公演『いつか見た男達』）
- プロデューサー：石橋紘
- 脚本：松原敏春
- 演出：久世光彦（KANOX）
- 技術：カメラ：安保洋一(テレビ朝日）山内克彦(テレビ朝日）
- 音楽：都倉俊一
  - 編曲：笹路正徳
- 制作協力：田辺エージェンシー
- 制作著作：テレビ朝日

## 音楽
テーマ曲
作曲：都倉俊一
挿入歌
- 『あなたの背中』『知らない街で』（EPICソニー）　作詞・作曲・唄：ナチコ
- 『さすらい』　作詞：西沢爽　作曲：狛林正一　歌：小林旭

## 出演者
- 小早川英三郎：三木のり平
質屋「上州屋」の主人。太平洋戦争終戦後、軍の貴金属を手に入れてこれを元手に上州屋を創業。血も涙も無い親父と嫌われているが、色事を好み、国の内外にも隠し子が居ると噂されている。途中で死んで幽霊になる。
- 小早川洋次：堺正章
英三郎の息子。かつては人気プロボウラーだったが、今は小雪に頼るヒモの生活。父に反発して家を出たものの、生活が苦しくなる度に実家へ戻っている。
- 小早川小雪：樋口可南子
元歌手、洋次の妻。歌手時代は清純派で売っていた。英三郎の前ではぶりっ子のような態度で機嫌を取っているが、酒が入ると一転して怖くなる。
- 貫一：柄本明
上州屋の番頭。英三郎と妾の間の子で、小さい頃から卑しまれていた。いつかは質屋の店主の座に就きたいと狙っている。
- 留作：石井愃一
上州屋の従業員。中国残留孤児で、実の父を捜して来日し、行き倒れの所を英三郎に拾われる。満州で英三郎が派手な女性関係を築いていたことを知って、留作も英三郎が実の父ではないかと疑う。
- およね：三戸部スエ
質屋の従業員。夫は死刑囚で、本当は英三郎の財産と結婚したく思っているが、マスコミが追って来るために身動きが取れないでいる。
- 美也：戸川純
質屋の従業員。父は英三郎から借金の取り立てに追われた挙句に自殺。美也はその借金の“担保”として給料1万円で働かされているが、復讐心を持っている。
- なつみ：小泉今日子
母は草津温泉の芸者。英三郎がひたすら可愛がっている。財産でいがみ合っている小早川家の中にあって、仲立ち的な存在。後に英三郎の隠し子ということがわかる。
- 津村刑事：高田純次
- 鈴木ヒロミツ
- 福沢： 寺田農
- 福沢卓：大谷篤寛
- 森下愛子
- 劇団白鳥座

ほか
（出典：）